# Anna Garofalo
Anna Garofalo (Roma, 21 febbraio 1903 – Roma, 21 febbraio 1965) è stata una giornalista e femminista italiana.

## Biografia
Nata a Roma da una famiglia aristocratica, a soli 15 anni Anna si offre come infermiera volontaria presso un ospedale di smistamento per mutilati durante la prima guerra mondiale.
"Fu lì che nacque il mio profondo orrore per la guerra. I segni di quel tempo non si sono più cancellati in me e hanno avuto influenza sulla mia formazione spirituale che – data l’età – era ancora incompleta. M’ero buttata nel lavoro a capofitto, con l’entusiasmo generoso e con l’idealismo che tutti portavamo allora nel cuore".
Negli anni del Ventennio, Anna Garofalo inizia la sua collaborazione come giornalista sul quotidiano "Il Mondo" diretto da Giovanni Amendola ed entra in contatto con gli ambienti romani antifascisti di orientamento laico. Questa esperienza durerà poco, perché nell'ottobre del 1926 il periodico chiuderà per soppressione d'autorità.
A partire dal settembre del 1944, e per otto anni, la Garofalo conduce una trasmissione radiofonica dal titolo "Parole di una donna" in cui tratta temi all'avanguardia per quel tempo, quali il gallismo, il rapporto uomo/donna, il divorzio, l'Adulterio e la prostituzione: tutti legati alla condizione della donna ed alla sua emancipazione. Centinaia di donne comuni, tra cui Alba de Céspedes, Palma Bucarelli e Sibilla Aleramo, sono state ospiti di questa trasmissione radiofonica. La straordinaria esperienza di giornalismo radiofonico di Anna Garofalo sarà raccolta dalla casa editrice Laterza in un libro, pubblicato nel 1956 e dal titolo "L'Italiana in Italia".